# ジグ (音楽)
ジグ (jig) は、17世紀半ば頃に踊られていたイギリスのカントリーダンスを元にする、8分の6拍子や4分の3拍子の舞曲で、イギリスやアイルランドでは最も古い部類のダンスの種類である。また、2分の3拍子のホーンパイプから、リズムを改変させて後の時代に8分の9拍子のジグも作られた。
アイルランドの伝統音楽では、8分の6拍子のものを「ダブルジグ(double jig)」または、｢コモンジグ（common jig）｣と呼ぶ。8分の9拍子のものは「スリップジグ」(slip jig) または、｢ホップジグ（hop jig）｣と呼ぶ。また、8分の12拍子のものは「シングルジグ」(single jig) または「スライド」(slide) と呼ぶ。
アイルランドの8分の6拍子の曲は、古いパイプマーチであったり、イギリスやスコットランドの曲であるが、多くがアイルランドで作られたものである。また、8分の9拍子の曲はイギリスの曲をそのまま拝借していることが多い。